# Cârna
Cârna es una comuna ubicada en el distrito de Dolj, Rumania.

## Superficie
Posee una superficie de 84,38 kilómetros cuadrados.

## Demografía
Hasta 2021 la población era de 1110 habitantes, con una densidad de población de 13,15 habitantes por kilómetro cuadrado.